# Чернолагутинский
Чернолагутинский — хутор в Киквидзенском районе Волгоградской области России, административный центр Чернореченского сельского поселения.
Хутор образован в результате слияния хуторов Черновского и Лагутинского. В 1968 году к хутору Чернолагутинский был присоединён хутор Хомуты (Хомутовский).
Население - 818 (2010)

## История
Хутора Черновский, Лагутинский и Хомутовский были основаны в начале XX века на войсковых землях Хопёрского округа Области Войска Донского. Согласно алфавитному списку населённых мест Области Войска Донского 1915 года земельный надел хутора Лагутинского составлял 300 десятин, Черновского и Хомутовского по 200 десятин.
В 1928 году хутора Черновский, Лагутинский и Хомуты были включены в состав Преображенского района (в 1936 году переименован в Киквидзенский район) Хопёрского округа (упразднён в 1930 году) Нижне-Волжского края (с 1934 года - Сталинградский край). Хутора входили в состав Хомутовского сельсовета. В 1935 году населённые пункты Хомутовского сельсовета переданы в состав Мачешанского района Сталинградского края (с 1936 года - Сталинградская область). Не позднее 1939 года хутора Лагутинский и Черновский были объединены в хутор Логутино-Черновский.
В 1959 году Мачешанский район был упразднён, территория передана в состав Еланского района. Решением Волгоградского облисполкома от 18 января 1965 года  № 2/35 в результате разукрупнения Еланского района был образован Киквидзенский район, хутор передан в состав Киквидзенского района.
В 1968 году к хутору Чернолагутинский были присоединён хутор Хомуты.

## География
Хутор находится на юго-востоке Киквидзенского района в пределах Хопёрско-Бузулукской равнины, являющейся южным окончанием Окско-Донской низменности, на левом берегу реки Чёрной (левый приток реки Бузулук), на высоте около 110 метров над уровнем моря. Почвы — чернозёмы обыкновенные.
По автомобильным дорогам расстояние до областного центра города Волгоград составляет 320 км, до районного центра станицы Преображенской — 31 км.
Климат
Климат умеренный континентальный (согласно классификации климатов Кёппена — Dfb). Многолетняя норма осадков — 446 мм. В течение города количество выпадающих атмосферных осадков распределяется относительно равномерно: наибольшее количество осадков выпадает в июне — 52 мм, наименьшее в марте - 24 мм. Среднегодовая температура положительная и составляет + 6,6 °С, средняя температура самого холодного месяца января −9,4 °С, самого жаркого месяца июля +21,9 °С.
Часовой пояс
Чернолагутинский, как и вся Волгоградская область, находится в часовой зоне МСК (московское время). Смещение применяемого времени относительно UTC составляет +3:00.

## Население
Динамика численности населения по годам:
| Население   | 1915 |
| ----------- | ---- |
| Черновский  | 50   |
| Лагутинский | 65   |
| Хомутовский | 58   |

| 1987 |
| ---- |
| ≈740 |

| 2010 |
| ---- |
| 818  |